# Цикуновка (станция)
Цикуновка — железнодорожная станция (остановочный пункт) Ростовского региона Северо-Кавказской железной дороги в черте города Новочеркасска.
Остановка электропоездов.

## История
В период с 1960 по 2016 года станция называлась Студенческая (с неё был короткий пеший путь к Новочеркасскому политехническому институту студентов, приезжающих в институт на электричках). До 1960 года носила имя Цикуновка. В 2016 году станции было возвращено её первоначальное имя.
Была названа по фамилии богатого новочеркасского казака Цикунова: в городе была Цикуновская биржа и Цикуновский полустанок. Цикуновская биржа была лесной, на ней находились склады лесоматериалов, и там же был железнодорожный полустанок, где разгружались лесоматериалы для биржи. После Октябрьской революции и Гражданской войны на Цикуновском полустанке разгружали уже не лесоматериалы, а арестантов в знаменитую Новочеркасскую тюрьму, находящуюся поблизости.